# District de Nukata
Le district de Nukata (額田郡, Nukata-gun) est un district de la préfecture d'Aichi au Japon.

## Géographie

### Démographie
Lors du recensement national de 2000, la population de district de Nukata était de 42 822 habitants répartis sur une superficie de 217 km2. En 2010, le district comptait 38 030 habitants pour une superficie de 57 km2.

## Communes du district
- Kōta